# Edy
Edy é a junção de onze empresas através de uma joint venture, com o objetivo de desenvolver um serviço de cartões pré-pagos para transações eletrônicas. Ele foi estabelecido em janeiro de 2001, mas teve o seu inicio apenas em outubro de 2001.

## Histórico

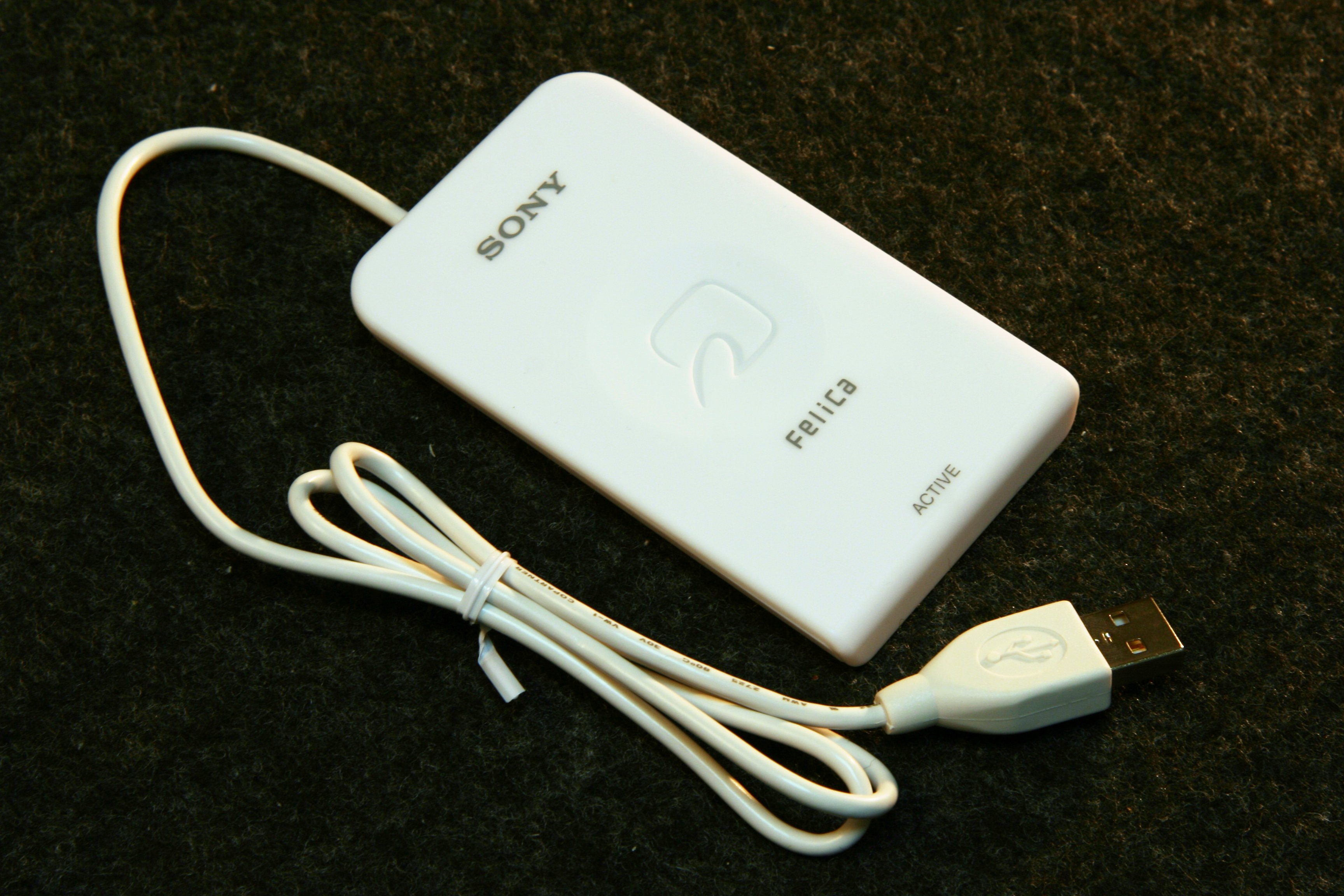
PaSoRi leitor/gravador usado em cartões Edy

Provido por bitWallet Inc. no Japão, usa a tecnologia FeliCa da Sony, que também é utilizado pelo seu concorrente nos cartões Suica/Pasmo para uso nas estações de trem JR East. Enquanto ambos os cartões podem ser utilizados em lojas, máquinas de venda e websites, o cartão Suica é o único que pode ser utilizado como bilhetes nas catracas da JR East.
O nome Edy é porque sua derivação vem das letras compostas das moedas euro, dollar, e o yen.
Em 18 de abril de 2006, a Intel anunciou que 5 bilhões de ienes (aproximadamente 45 millhões de dólares, ou 35 millhões de euros) seriam investidos na bitWallet, destinadas ao desenvolvimento de uma melhor tecnologia em transações que envolvem este dinheiro eletrônico.

## Dispositivos Móveis
Edy também pode ser utilizado em celulares tipo osaifu. Assim, os celulares podem ser utilizados fisicamente como um cartão Edy, e acessar conteúdo online direto de seus telefones, recarregando para mais créditos. Para que isso fosse funcional, parcerias foram feitas com as companhias de aparelhos celulares: NTT DoCoMo, au e SoftBank.

## Lojas
Segue algumas lojas que aceitam o Edy no Japão.
- ampm
- Circle K Sunkus
- Daimaru Peacock
- FamilyMart
- Lawson
- POPLAR
- Yodobashi Camera